# Dryptozauroid
Dryptozauroid (Dryptosauroides grandis) – dwunożny, mięsożerny dinozaur z grupy teropodów (Theropoda)
Żył w okresie późnej kredy (ok. 71-65 mln lat temu) na terenach subkontynentu indyjskiego. Długość ciała ok. 6 m, wysokość ok. 2,4 m, masa ok. 750 kg. Jego szczątki znaleziono w Indiach (w stanie Madhya Pradesh).
Opisany na podstawie kilku kręgów ogonowych i żeber. Z powodu złego stanu skamieniałości jego dokładna pozycja systematyczna nie została określona.